# Велькович, Наташа
На́таша Ве́лькович (серб. Наташа Вељковић; род. 2 апреля 1968, Белград) — сербская пианистка.
Начинала учиться в Белграде у Арбо Валдмаа, в раннем отрочестве выиграла два детских международных конкурса и была удостоена характеристики «настоящего вундеркинда» Международным музыкальным путеводителем. В 14 лет поступила в Венскую консерваторию в класс Пауля Бадуры-Шкоды (окончила в 1987 г.), затем училась также в Джульярдской школе у Рудольфа Фиркусны и в Женевской консерватории у Гарри Датинера. В 1985 г. завоевала первую премию Международного конкурса пианистов имени Клары Хаскил. С 1995 г. преподаёт в Венской консерватории.
Записала альбом с сочинениями Роберта Шумана и Клары Шуман, ряд произведений Йозефа Гайдна, Вольфганга Амадея Моцарта, Ференца Листа и др.